# Kleptocracy Asset Recovery Initiative
Kleptocracy Asset Recovery Initiative (KARI) (Инициатива по возврату похищенных активов) — проект правительства США под эгидой Министерства юстиции, направленный на контроль и конфискацию денежных средств и активов, полученных незаконным путем и находящихся вне пределов США. Дает возможность возбуждать дела в судах США для того, чтобы облегчить иностранным правительствам конфискацию активов иностранных чиновников в США.
Инициатива была предложена в 2010 году пятью прокурорами США, но в дальнейшем число сторонников проекта увеличилось.

## Известные дела
- Хищение государственных средств нигерийским экс-главой государства Сани Абачей и Даном Этете, бывшим министром нетфяной промышленности Нигерии[4]. Похищенная сумма составила 1,3 миллиарда долларов[5].
- Хищение более 3,5 миллиардов долларов премьер-министром Малайзии Наджибом Разаком[6][7].